# Bijou Phillips
Bijou Lilly Phillips (ur. 1 kwietnia 1980 w Greenwich) – amerykańska aktorka, modelka i wokalistka.

## Życiorys
Urodziła się w Greenwich w stanie Connecticut jako córka Geneviève Waïte, pochodzącej z RPA modelki, artystki i aktorki, i Johna Phillipsa, twórcy zespołu The Mamas & the Papas. Dzieciństwo spędziła w Nowym Jorku, Kalifornii i Afryce.
Jako trzynastolatka była fotomodelką magazynu „Interview” i włoskiej edycji „Vogue”. Pracowała m.in. dla Calvina Kleina. W wieku siedemnastu lat rozpoczęła pracę nad swoim debiutanckim albumem I'd Rather Eat Glass, wyprodukowanym przez Jerry'ego Harrisona. Wkrótce potem rozpoczęła karierę aktorską.
Po raz pierwszy trafiła na ekran w komedii Sugar Town (1999) z Rosanną Arquette, Michaelem Des Barresem, Ally Sheedy i Martinem Kempem. W dramacie Czarne i białe (Black and White, 1999) u boku Roberta Downeya Jr., Jareda Leto, Brooke Shields i Elijaha Wooda wystąpiła jako Charlie, dziewczyna z Upper East Side, próbująca dopasować się do tłumu czarnego hip-hopu. W komediodramacie Camerona Crowe’a U progu sławy (2000) z Billym Crudupem, Frances McDormand, Kate Hudson i Jasonem Lee pojawiła się jako Estrella Starr, Groupie z lat 70., która potrafi czytać aury. Film był nominowany do Oscara za najlepszy scenariusz oryginalny.
Zagrała postać Delilah Milford, wieloletniej przyjaciółki nastoletniej Cat Storm (Dominique Swain) z nowojorskiej szkoły, w melodramacie dla młodzieży Naiwna (Tart, 2001) z Melanie Griffith i Bradem Renfro. Po kreacji Alice Jean „Ali” Willis, morderczyni prześladowcy Bobby’ego Kenta (Nick Stahl), który od lat emocjonalnie, fizycznie i seksualnie nadużywa ją i jej przyjaciela (Brad Renfro), w opartym na faktach dramacie psychologicznym Zabić drania (Bully, 2001), została okrzyknięta wschodzącą gwiazdą Hollywoodu w 2002 przez magazyn „The Hollywood Reporter”.
Kolejny film z jej udziałem, dreszczowiec Krwawa jazda (2004) miał premierę na 57. Festiwalu w Cannes. W ekranizacji powieści Johna Irvinga Jednoroczna wdowa - pt. Drzwi w podłodze (2004) z Jeffem Bridgesem, Kim Basinger i Jonem Fosterem wystąpiła jako Alice, niania młodej córki autora. Nowojorski tygodnik „Variety” dostrzegł jej rolę Emily w dramacie Spustoszenie (Havoc, 2005) z Anne Hathaway, nakręconym przez oskarowego scenarzystę Stephana Gaghana. Wystąpiła również jako Whitney w przebojowym Hostelu 2.
W październiku 2011 w Irlandii wyszła za aktora Danny'ego Mastersona. 14 lutego 2014 urodziła córkę. We wrześniu 2023 Mastersona skazano na 30 lat pozbawienia wolności. W tym samym miesiącu Philips złożyła pozew o rozwód.